# Wave Race 64
Wave Race 64 (ウエーブレース64 Uēbu Rēsu Rokujūyon?) es un videojuego de carreras de motos de agua desarrollado por Nintendo EAD en 1996 para la consola Nintendo 64. Este juego acompañó el lanzamiento de la consola en los tres mercados. Es el segundo juego de la saga iniciada con Wave Race para Game Boy (aunque poco tiene que ver), y continuada con Wave Race: Blue Storm para Nintendo GameCube.

## Sistema de juego
Seleccionemos el modo de juego que seleccionemos, lo primero que haremos será seleccionar el corredor con el que jugaremos, pudiendo variar algunas características. Después de esto pasamos a la selección del circuito.
En el modo Campeonato, el modo principal, seleccionamos la dificultad entre Normal, Difícil, Experto e Inverso. Dependiendo de la dificultad elegida, habrá más o menos circuitos a recorrer: 6 en el Normal, 7 en Difícil y 8 en Experto/Inverso.
En esta misma pantalla se presentan los requisitos mínimos necesarios para continuar en el campeonato: se indican el número de puntos que deben conseguirse en la carrera. Si no se alcanza este objetivo, el jugador queda eliminado del campeonato y debe comenzar uno nuevo. El ganador del campeonato será aquel que al finalizar todos los recorridos del campeonato haya sumado más puntos. 
Tras la selección del campeonato, comienza el verdadero juego. Siempre correrán cuatro jugadores, incluyendo el controlado por el jugador. La posición en la que se empiece la carrera viene determina por la posición en que se quedó en la anterior carrera: si quedamos segundos antes, saldremos en segunda posición ahora. En la primera carrera de cada campeonato se empieza el último. Una carrera consiste en dar tres vueltas al recorrido.
Para dar la salida, un semáforo irá cambiando sus luces de rojo a amarillo y de este a verde. Si el jugador acelera justo en el momento en el que las luces se ponen verdes, obtiene un turbo, que podrá utilizar cuando estime oportuno. Estos turbos también pueden activarse a lo largo de la carrera cuando el medidor de potencia se llene, esto sucede si mantenemos un ritmo constante, no chocamos con nada, superamos correctamente las boyas o hacemos alguna acrobacia.
Durante la carrera, aparte de llegar a la meta, el jugador debe seguir un recorrido estipulado por boyas. Estas boyas pueden ser de dos colores, rojas y amarillas. Las rojas, marcadas con una "R" (right) deben superarse por su lado derecho, y las amarillas, "L" (left), por su lado izquierdo. Si durante la carrera no superamos correctamente una boya se dará como fallada. El jugador tiene un tope de cinco fallos permitidos, si se comete uno de más, el jugador queda eliminado de la carrera quedando en última posición.
Existe otro tipo de boya, rosada y más pequeña, que marca los límites del circuito. No deben rebasarse, pues si se supera el tiempo límite para volver al circuito, quedamos eliminados.
Aparte del modo Campeonato, existen otros modos de juego que mantienen algunas de las características que se acaban de describir:
El modo contrarreloj (Time Trials) propone mejorar el tiempo necesario en completar cada circuito. El jugador está solo en el circuito mientras el reloj corre. Las reglas básicas para este modo son las mismas que las del Campeonato. Cada vez que se complete una vuelta se mostrará una comparativa entre el tiempo de la vuelta actual y la mejor vuelta. Cada vez que se haga un récord, se podrá introducir tres letras para que quede registrado en las listas de los mejores tiempos de cada circuito.
En el modo acrobático (Stunt Mode) la meta consiste en sumar la mayor cantidad de puntos haciendo diferentes acrobacias y pasando a través de los aros. Estas acrobacias se realizan mediante combinaciones de botones. En cada circuito hay cuatro checkpoints, que deben alcanzarse antes de que se agote el tiempo límite para cruzarlos. Cada vez que se crucen, se obtendrán segundos extra, necesarios para completar el circuito. Si el tiempo límite se rebasa, el jugador queda descalificado y no se registra su puntuación.

### Personajes
El juego cuenta con un total de 4 personajes, jugables desde el inicio y sin necesidad de desbloquearlos. Si bien no admite ningún tipo de modificación a nivel estético, de cualidades o el nombre, sí que cada uno tiene unas características predefinidas únicas que tendrán un efecto clave en la jugabilidad; cada uno, tiene 5 valores únicos que afectan sus acciones como la velocidad punta, la aceleración, el agarre, el manejo y la sujeción ante colisiones. Según su ficha, incluida tanto en el manual del juego como en la pantalla de selección de personajes, las características son:
- Ryota Hayami (18 años, Japón): el más equilibrado, se trata de un personaje válido tanto para jugadores principiantes como expertos.
- David Mariner (32 años, Estados Unidos): el más rápido. Baja maniobrabilidad, sólo para expertos.
- Ayumi Stewart (21 años, Estados Unidos): la más lenta, aunque la que mejor maniobrabilidad y mayor aceleración tiene. Para principiantes.
- Miles Jeter (24 años, Canadá): la mejor maniobrabilidad y la peor estabilidad, aunque las demás características están equilibradas. Para jugadores avanzados y expertos.

### Circuitos
- Dolphin Park: no disponible en el modo Campeonato y modo Trucos.
- Sunny Beach (Disponible 4 campeonatos)
- Sunset Bay (Disponible 4 campeonatos)
- Drake Lake (Disponible 4 campeonatos)
- Marine Fortress (Disponible 4 campeonatos)
- Port Blue (Disponible 4 campeonatos)
- Twilight City (Solo Campeonatos Difícil, Experto y Reversa)
- Glacier Coast (Solo Campeonatos Experto y Reversa)
- Southern Island (Disponible 4 campeonatos)

### Sistema de puntuación
Estos tres apartados son los que se valoran a la hora de puntuar:
- Contador de tiempo: Cada vez que se pasa por un checkpoint, se multiplica por 50 los segundos que quedaban hasta agotar el tiempo límite de ese tramo. Por ejemplo, si quedaban 4.5 segundos, se obtendrían 225 puntos.
- Contador de aros: A lo largo del circuito hay dispuestos una gran cantidad de aros. Cuando se pase por un aro se obtendrán 50 puntos. Si se consigue atravesar diferentes aros consecutivamente, la puntuación de cada aro irá aumentando en 50 puntos. Si se falla algún aro, la puntuación vuelve a comenzar por 50 puntos. Por ejemplo, se atraviesan cuatro aros consecutivos y se falla el quinto, la puntuación por cada aro sería: 50, 100, 150, 200, -, 50, 100,...
- Contador de acrobacias: Cada acrobacia que se ejecute, tendrá una puntuación, dependiendo de la dificultad del movimiento.

En el modo Entrenamiento (Warm Up), el jugador corre en el circuito Dolphin Park y sirve para familiarizarse con los controles del juego.
Para terminar, el modo 2 jugadores (2P VS.), en el que se parte la pantalla por la mitad. Se siguen las mismas reglas que en el modo contrarreloj.

### Sistema de acrobacias
- Dar la vuelta (giro vertical en el aire): en una rampa mover arriba la palanca de control, y ya en el aire, moverla hacia abajo hasta haber dado la vuelta completa.
- Giro a derechas (giro horizontal en el aire): en una rampa mover a la izquierda la palanca de control, y ya en el aire, moverla hacia la derecha hasta haber dado el giro completo.
- Giro a izquierdas (giro horizontal en el aire): en una rampa mover a la derecha la palanca de control, y ya en el aire, moverla hacia la izquierda hasta haber dado el giro completo.
- Hacer el pino (conducir haciendo el pino): soltando el acelerador, mover la palanca hacia abajo y después hacia arriba. Para aguantar esa posición, se mantiene arriba la palanca mientras se acelera.
- Marcha atrás (conducir marcha atrás): soltando el acelerador, girar la palanca 360° a la derecha y mantenerla hacia abajo. Para aguantar esa posición, se mantiene abajo la palanca mientras se acelera.
- Salto mortal: soltando el acelerador, girar la palanca 360° a la izquierda y mantenerla hacia arriba. Se debe aguantar la posición manteniendo abajo la palanca mientras se acelera. Una vez en esa posición erguida, mover la palanca rápidamente hacia abajo para completar el salto.
- Submarino: Al saltar en una rampa, mover la palanca hacia abajo y después hacia arriba. Soltando la palanca una vez bajo el agua, la moto volverá a la superficie.
- Salto largo: Al saltar en una rampa, mover la palanca hacia abajo.
- Salto corto: Al saltar en una rampa, mover la palanca hacia arriba.

## Versiones
En julio de 1997 se relanzó de nuevo en Japón (bajo el nombre de Shindou Wave Race 64), esta vez acompañado de un Rumble Pak, ya que se incluyó en el juego la función de vibración, un año más tarde, en 1998, fue lanzado como parte de la línea Player's Choice. La conversión de Wave Race 64 a la Consola Virtual de Wii, no es una réplica exacta del juego original. Debido a que el acuerdo entre Nintendo y Kawasaki Heavy Industries había expirado, toda la publicidad de Kawasaki que aparece en el juego original fue retirada. Los anuncios de la empresa que rodeaban los circuitos fueron sustituidos por anuncios de Wii y Nintendo DS y la publicidad de las motos fue eliminada.

## Recepción
El juego recibió críticas, por lo general positivas, debido a que fue un gran revulsivo y revolucionario tecnológicamente hablando, con unos muy buenos efectos de iluminación, buena física del agua y los movimientos de las motos. Esto fue lo que dijo la revista Nintendo Acción, de España, la cual le dio una nota de 97/100: "Manejo simple, respuesta inmediata al mando y animaciones fluidas para el control de la moto, las horas de práctica dan resultados sorprendentes, la suave textura del agua se une a la sensación sorprendente conseguida de correr sobre las olas, técnica y realismo se dan la mano en este juego." El portal de referencia de críticas, Metacritic, le otorgó un 92/100 y un 8,3 de media por parte de los usuarios. Fue descrito como uno de los 20 mejores videojuegos de Nintendo 64 por revistas como Esquire, PC Magazine y Hobby Consolas.

## Curiosidades
- En el juego iban a usarse una especie de barcas futuristas que alcanzarían grandes velocidades, en vez de motos de agua, pero debido a que guardaba un terrible parecido con el, por aquel entonces en desarrollo, F-Zero X, se decidió cambiar radicalmente el planteamiento del juego.
- El juego supuso toda una revolución en cuanto a la física del agua y los movimientos de las motos sobre ella, así como la iluminación.
- Las motos de agua son de la famosa marca Kawasaki. Esto se debe al acuerdo de cooperación que firmaron Nintendo y Kawasaki Heavy Industries. Además de las motos, podemos ver anuncios de esta marca colgados en los diferentes circuitos a modo de vallas publicitarias. Sin embargo este acuerdo expiró dentro de un tiempo y en la versión de la Consola Virtual en Wii toda la publicidad con respecto a Kawasaki fue retirada y reemplazada por anuncios de Wii y Nintendo DS.
- Tomonobu Itagaki, creador de la saga Dead or Alive, incluyó un modo de motos de agua en el juego Dead or Alive Xtreme 2 en honor a este juego, del que es un gran admirador.
- Según afirmaciones, este juego cuenta con la mítica Totaka's Song que es una pequeña melodía de 19 notas compuesta por el compositor Kazumi Totaka, pero sin embargo la canción no se ha encontrado hasta la fecha.